# Kostel svatého Jana Nepomuckého (Velká Chuchle)
Kostel svatého Jana Nepomuckého je katolický barokní kostel z roku 1729 nacházející se v Praze ve Velké Chuchli na ostrožně nad obchodním střediskem Hornbach. Leží v přírodním parku Radotínsko – Chuchelský háj při asfaltové cestě spojující ulici Pod Akáty ve Velké Chuchli a zookoutek v Malé Chuchli. Vede k němu cyklotrasa A112, žlutá turistická značka a naučná trasa Barrandovské skály – Chuchelský háj. U kostela je hřbitov a výhled na vltavské údolí. Od roku 1958 jde o kulturní památku.
Jedná se o jednolodní stavbu s presbytářem čtvercového půdorysu a na opačné straně s věží, jež má také čtvercový půdorys. K rohu mezi lodí a presbytářem přiléhá obdélníková sakristie. Kostel byl postaven v roce 1729, po vykradení a zpustnutí v roce 1793 byl v letech 1846–1849 obnoven. Další rekonstrukce proběhly v letech 1931–1935 (osazení nových zvonů, krov a střecha věže) a 2000–2012 (omítky, okapy, střecha).
Historicky spadal kostel pod klášter na Zbraslavi, v roce 2012 byl filiálním kostelem farnosti kostela svatého Filipa a Jakuba na Zlíchově.

## Galerie

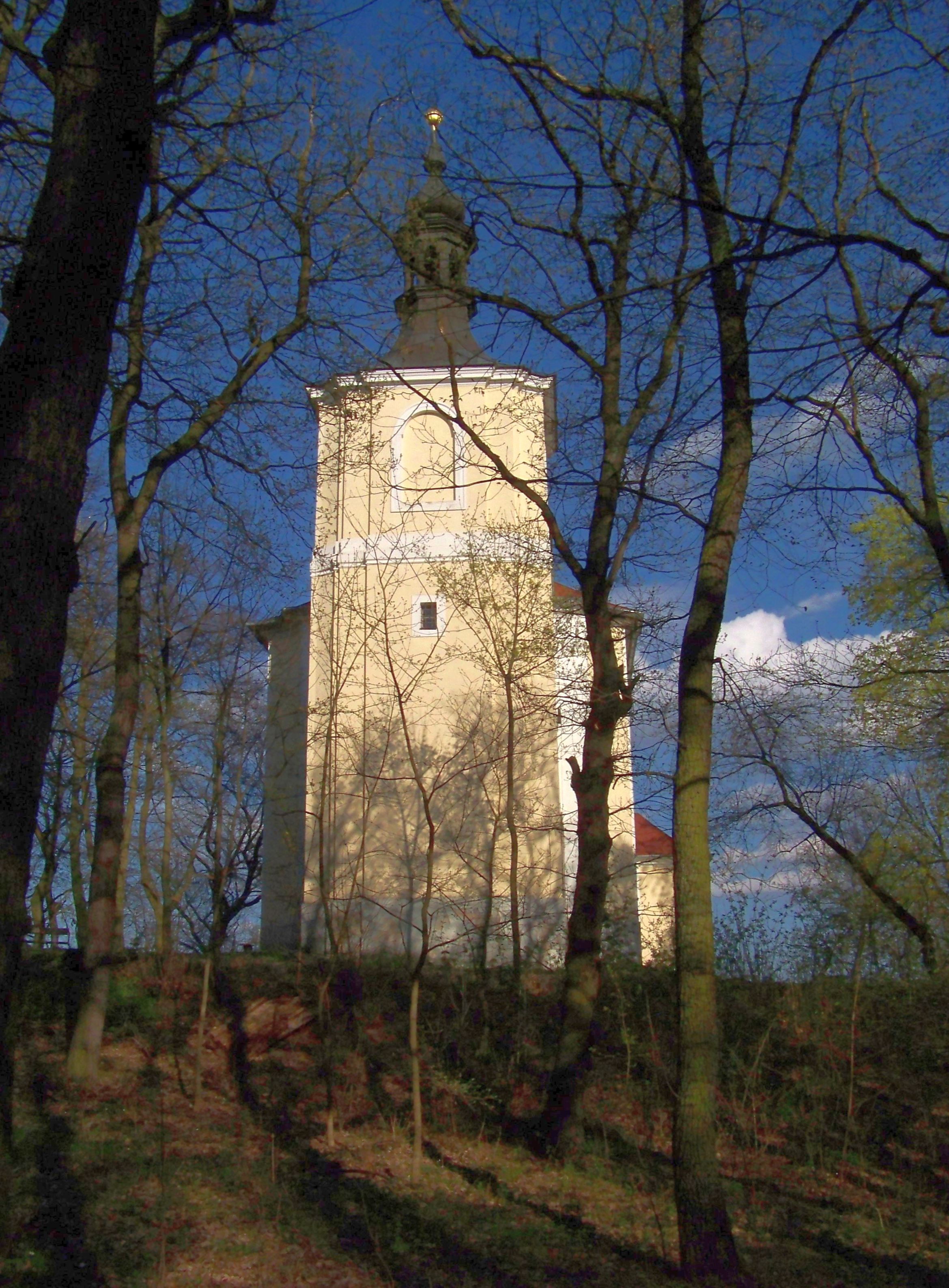
Pohled od západu na věž
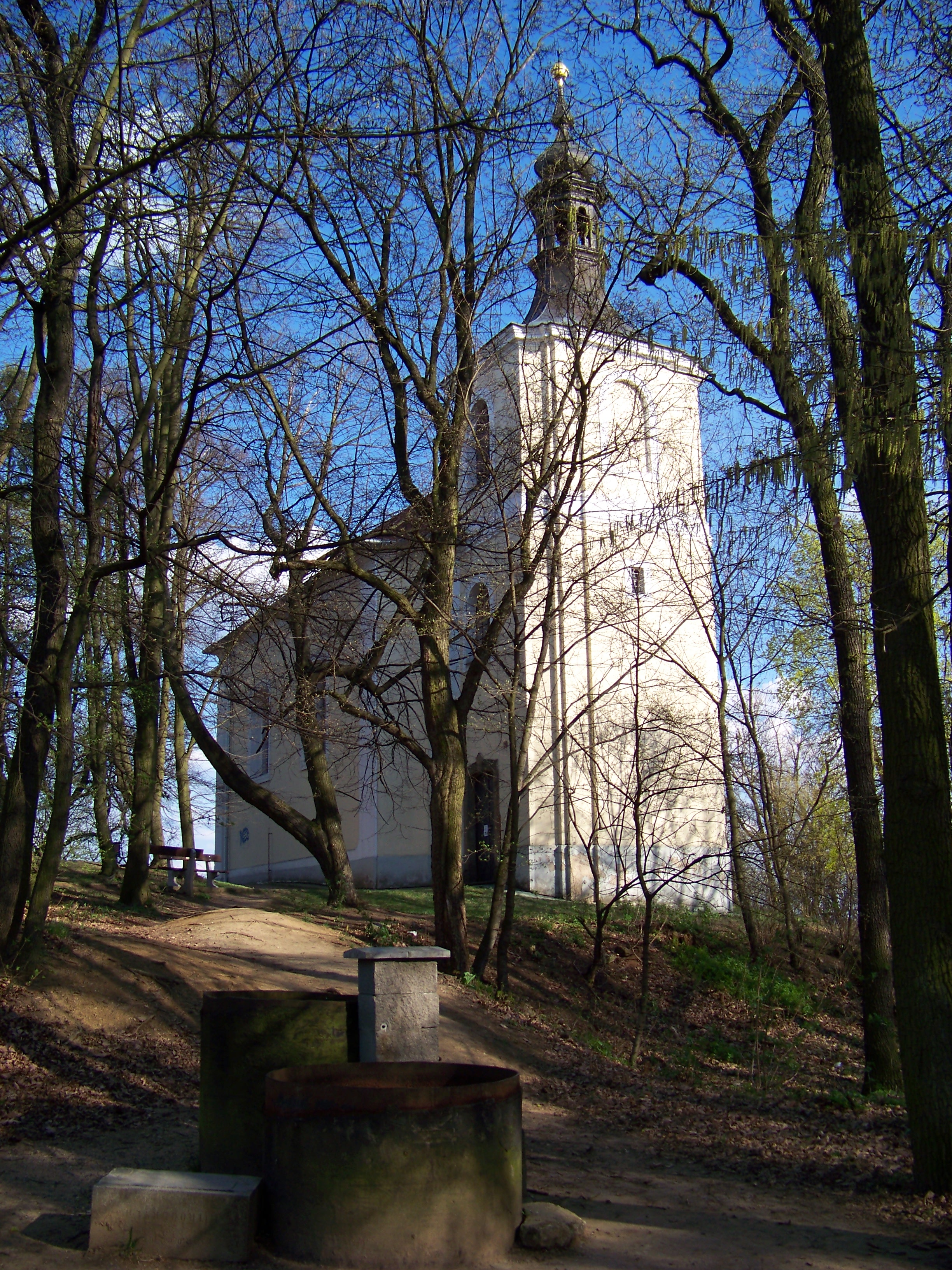
Šikmý pohled na věž od hřbitova
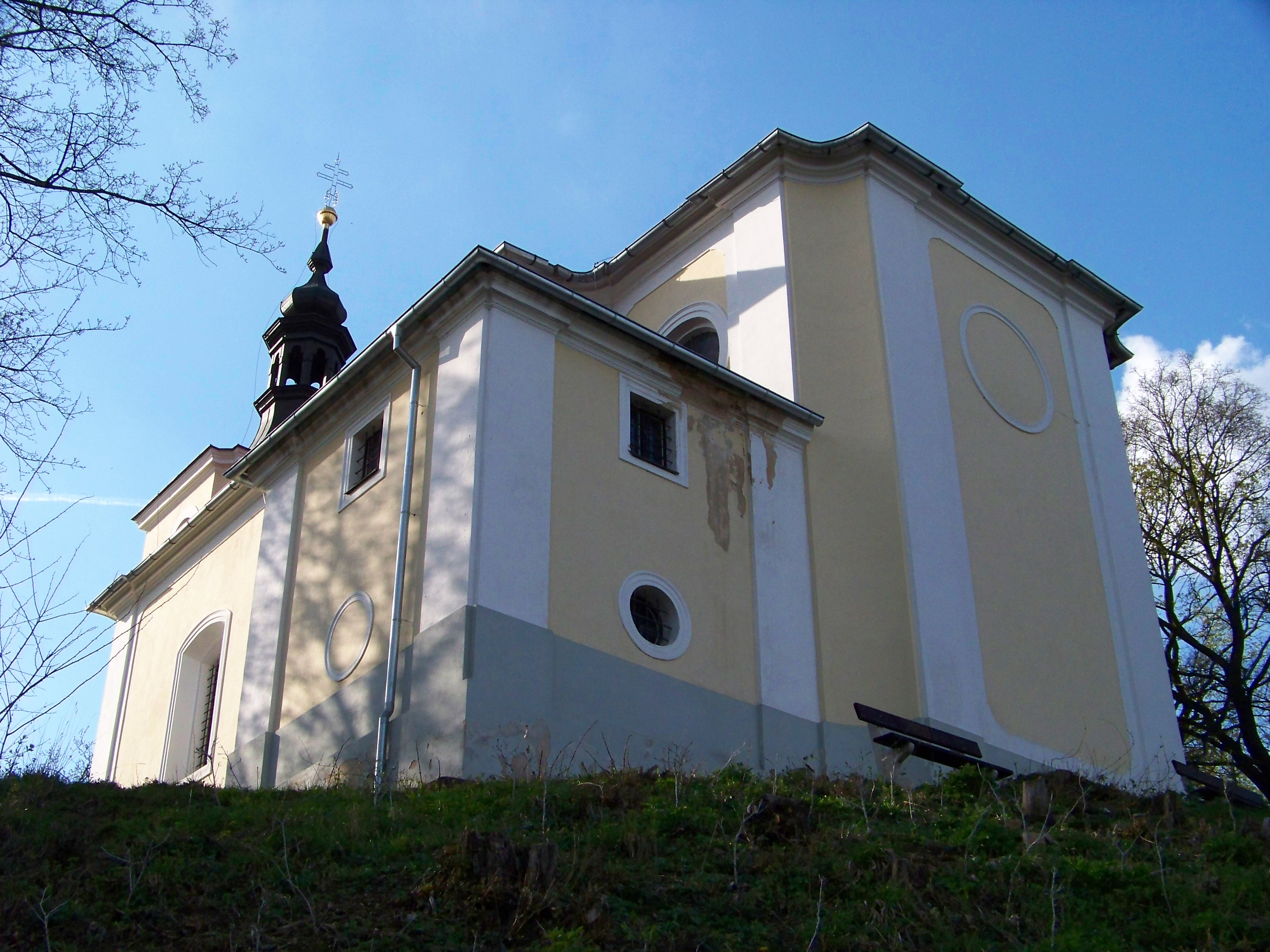
Presbytář (vpravo), sakristie (vlevo)
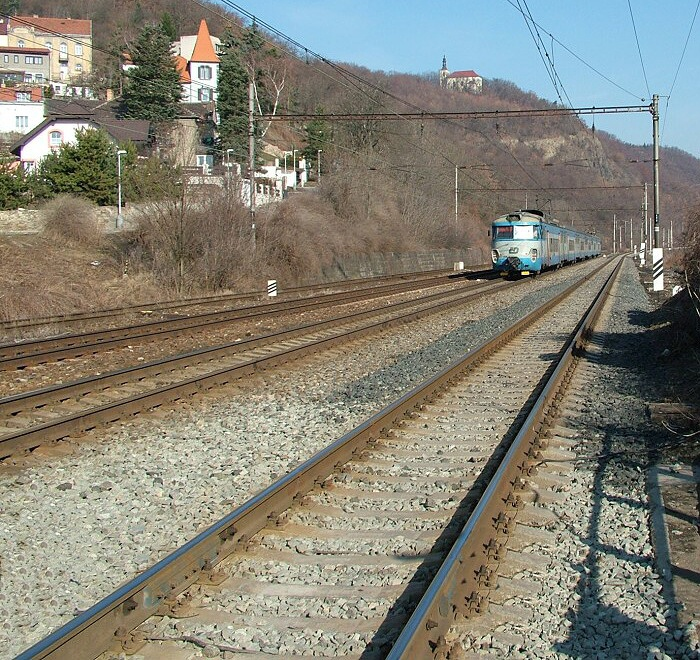
Pohled na kostel z železničního přejezdu ve Velké Chuchli